# Åland United
Maillots
Actualités

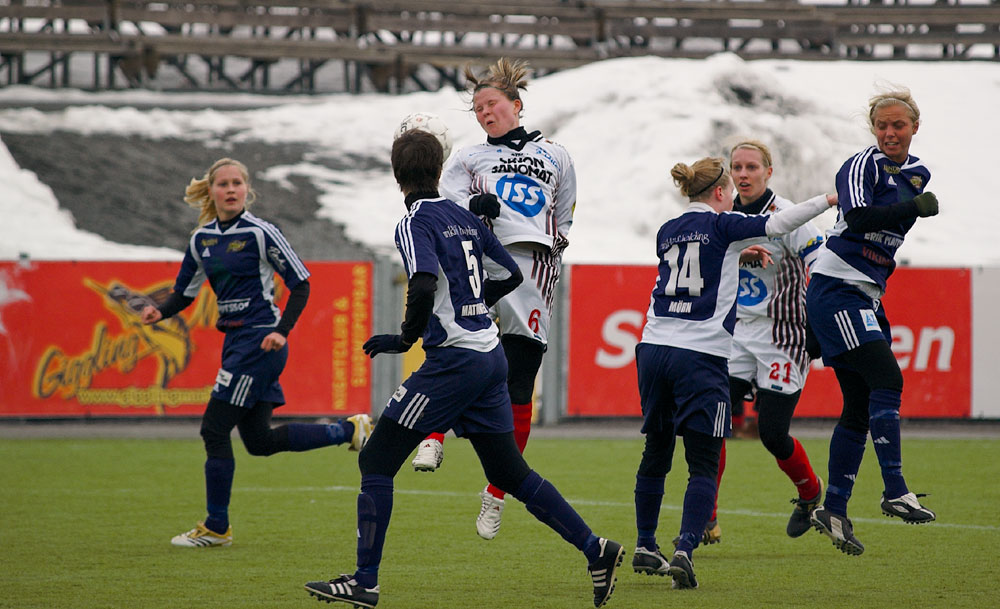
L'équipe de Åland United (en bleu) lors d'un match de championnat en 2006.

Le Åland United est un club de football féminin finlandais fondé en 2004 et basé à Lemland.

## Histoire
Le club est issu de l'union du Lemlands IF et de l'IF Finströms, deux équipes de l'archipel d'Åland. Le Saltviks IF, l'IFK Marienhamn et le Sunds IF rejoignent Åland United quatre ans plus tard.
Un an après sa création, en 2005, Åland United est promu en Naisten Liiga, la D1 finlandaise. Le club remporte son premier championnat en 2009, et se qualifie ainsi pour la Ligue des champions. L'aventure européenne se termine par une défaite sévère (0-9, 0-6) en seizièmes de finale face au Turbine Potsdam, champion d'Europe en titre. Le club tente de se renforcer et de devenir un cador du championnat finlandais en recrutant des joueuses du continent, mais frôle la banqueroute en 2011.
Le club est à nouveau titré en 2013, avant de passer plusieurs saisons dans le ventre mou du classement. Lors de la Ligue des champions 2014-2015, Åland United est éliminé dès le tour de qualifications après des défaites contre le Medyk Konin et le SFK 2000 Sarajevo.
Début 2018, Samuel Fagerholm est nommé entraîneur. Trois ans plus tard, Åland United remporte le doublé coupe-championnat. L'entraîneur part pour l'Umeå IK et les trois meilleures buteuses du club, la Sud-Africaine Ode Fulutudilu, l'Espagnole Rosita et la Suédoise Emelie Johansson, quittent également Åland. Le club retrouve l'Anglais Steve Beeks, qui avait entraîné l'équipe de 2010 à 2011. En Ligue des champions, l'équipe bat l'Olimpia Cluj avant d'être éliminée par le Servette FCCF.

## Palmarès
- Championnat de Finlande (3)
  - Champion : 2009, 2013 et 2020
- Coupe de Finlande (3)
  - Vainqueur : 2020, 2021 et 2022
  - Finaliste : 2019

## Personnalités notables

### Anciennes joueuses
- Adelina Engman
- Tuija Hyyrynen
- Hayley Lauder